# استفتاء حل الاتحاد النرويجي 1905

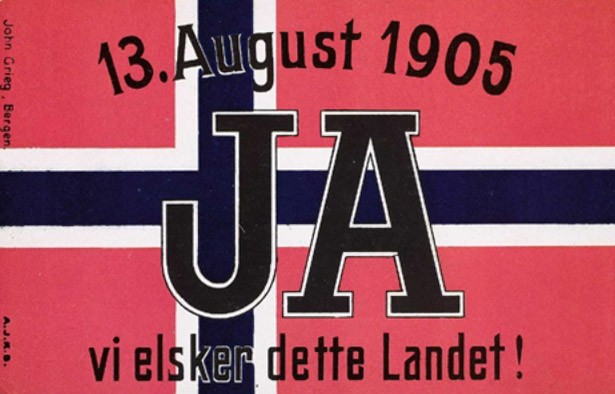
بطاقة بريدية تحث الناس على التصويت بنعم من أجل حل الاتحاد.

تم إجراء استفتاء تقرير مصير حول حل الاتحاد الشخصي مع السويد في النرويج يوم 13 أغسطس عام 1905. وقد صوت نحو 100% من الناخبين بالموافقة على فك الارتباط، بينما رفض الاقتراح 184 شخص.
اعقب هذا الاستفتاء عقد مفاوضات في مدينة كارلستاد السويدية.

## خلفية
يوم 27 مايو مرر البرلمان مشروع قانون تدعمه حكومة كريستيان ميكلسين في كريستيانيا (أوسلو حاليًا) يدعو لإنشاء قنصليات نرويجية منفصلة، وفقًا لشروط الاتحاد والنرويج والسويد فإن السياسة الخارجية مشتركة. اعترض الملك أوسكار الثاني على مشروع القانون وقدمت الحكومة استقالتها. في 7 يونيو أعلن البرلمان النروبجي حل الاتحاد على اعتبار أن أوسكار الثاني قد تخلى فعليًا عن مهامه كملك للنرويج بعدم تعيين حكومة جديدة. وكانت الحكومة السويدية على استعداد لحل الاتحاد، شرط أن يوافق الشعب النرويجي على ذلك في استفتاء.
على الرغم من عدم السماح للنساء بالتصويت، بدأ ناشطون نرويجيون يؤيدون حق المرأة في الاقتراع حملة لجمع توقيعات لصالح انهاء الاتحاد واستطاعوا تحصيل 244,765 توقيع في غضون أسبوعين.

## معرض

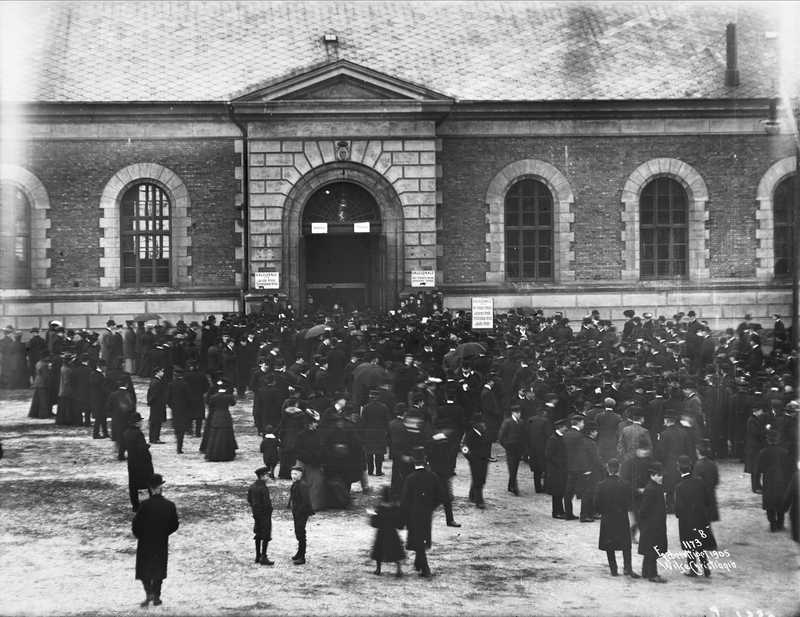
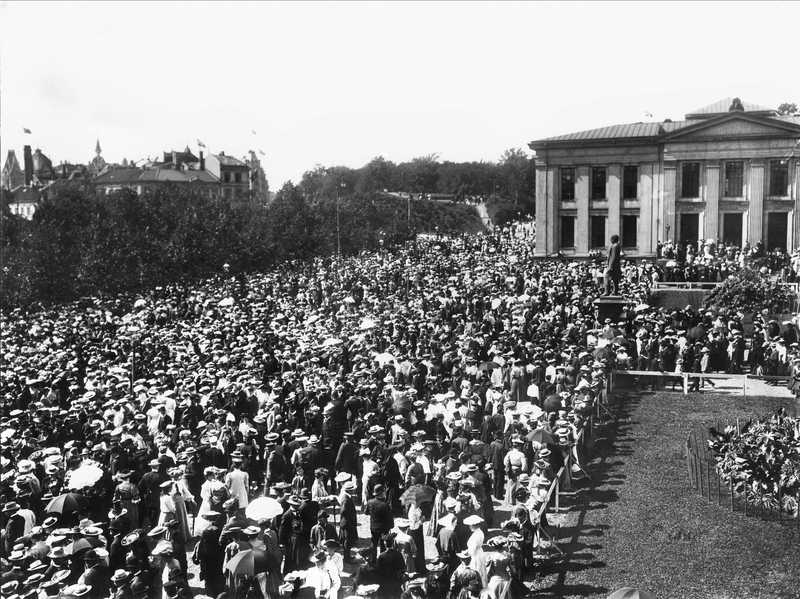
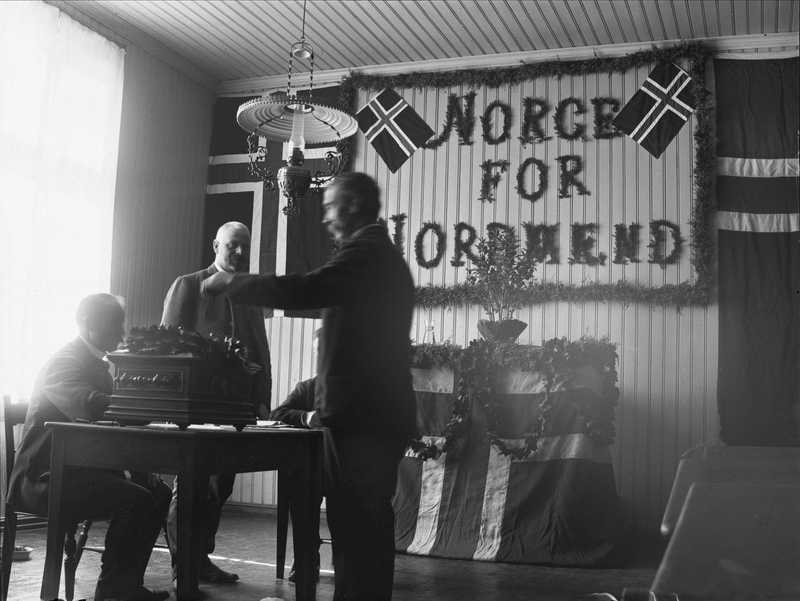
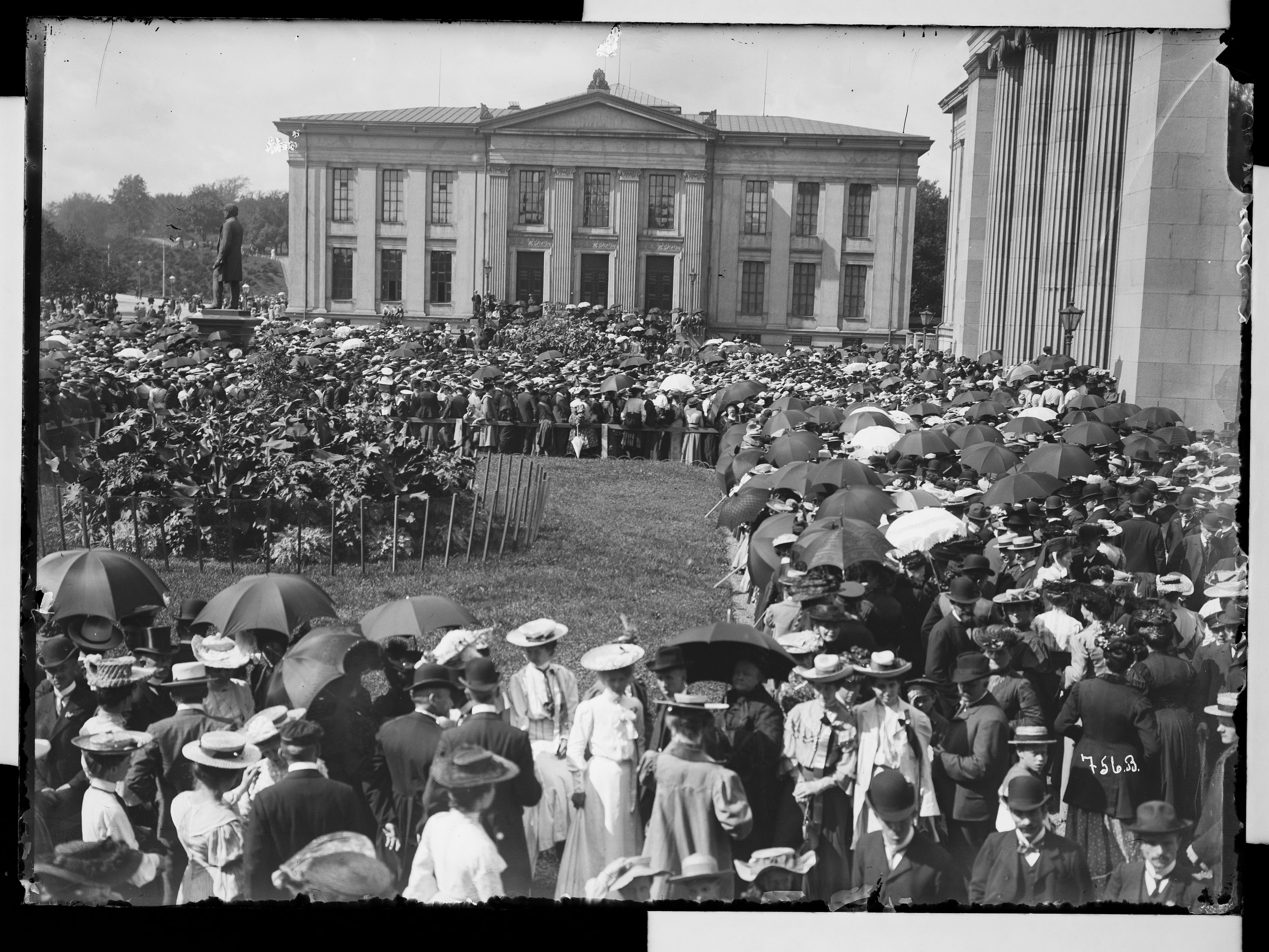
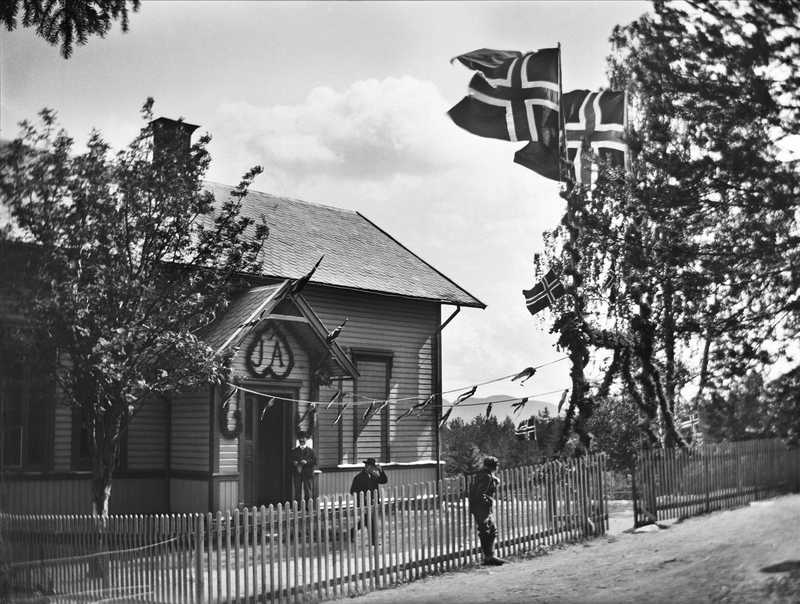
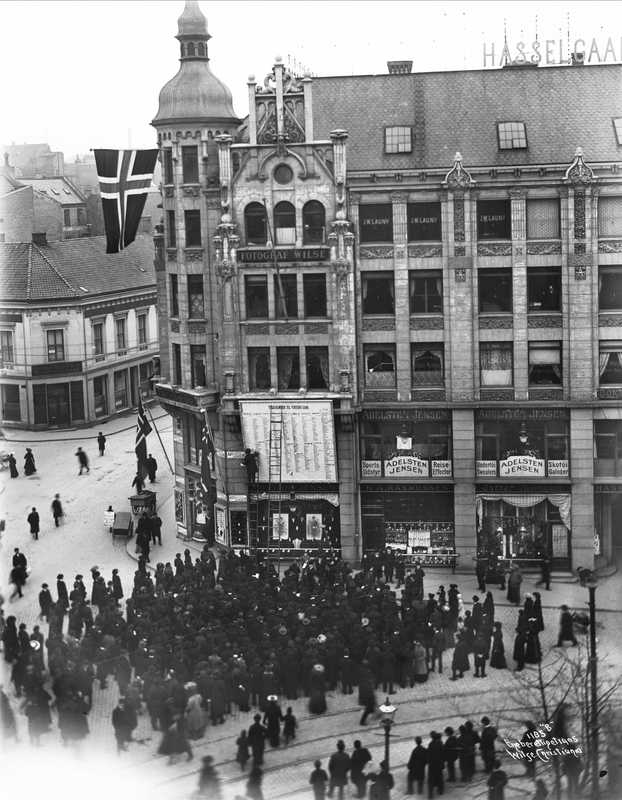
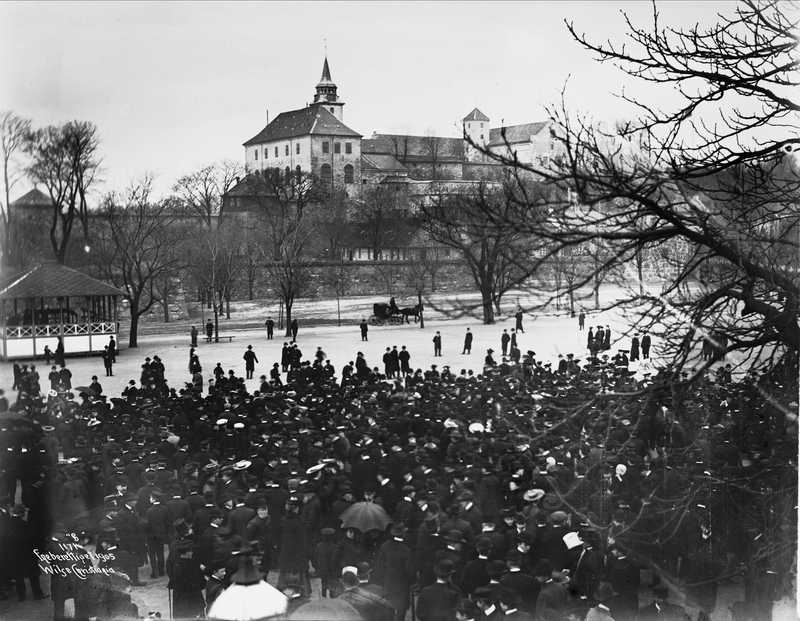
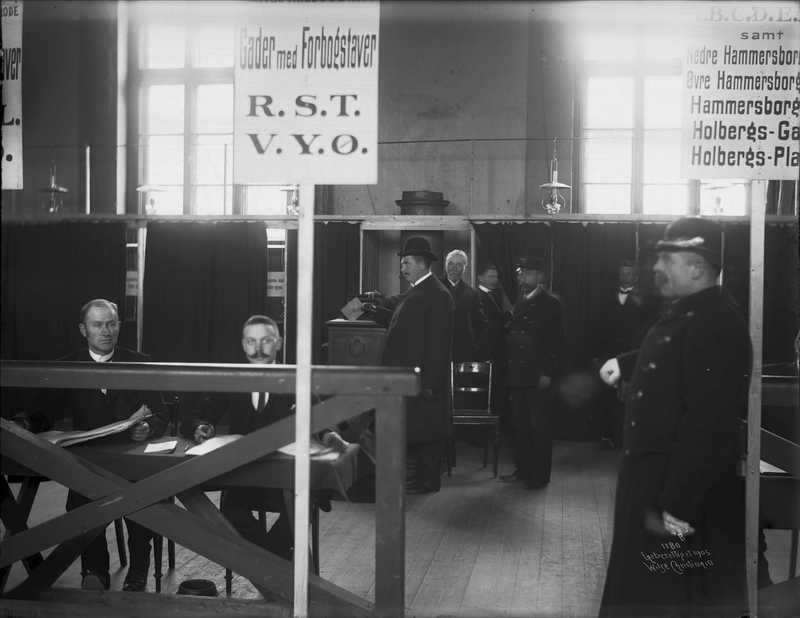

## النتائج
| اختيار                    | اصوات   | %     |
| ------------------------- | ------- | ----- |
| مع                        | 368,208 | 99.95 |
| ضد                        | 184     | 0.05  |
| باطلة/أصوات فارغة         | 3,519   | –     |
| المجموع                   | 371,911 | 100   |
| الناخبين المسجلين/الإقبال | 435,376 | 85.4  |
| مصدر: Nohlen و Stöver     |         |       |